# 南陽郡
南阳郡，中国古郡名。秦国于前272年设置，辖境在今河南省、湖北省等地。其后辖境多有变化。唐朝乾元时，全国废郡改州，改为邓州。

## 秦代
秦将白起攻楚占宛，秦昭王三十五年（前272年）设南阳郡，治所在宛县（今河南省南阳市）。辖境相当今南阳市地域，及鲁山、叶县、舞阳、栾川的一部分和湖北的随州、枣阳一带。

## 汉朝

### 西汉
西汉时，南阳归荆州刺史部，下辖县：
1. 宛县，故申伯国，有屈申城，县南有北筮山，王莽称宛为南阳[1]。
2. 犨县，故城址在今鲁山县张官营镇西约2.5公里。
3. 杜衍县，王莽称为闰衍。
4. 酂，侯国，莽曰南庚。故城约在今谷城县固封山北（已没于汉水）。
5. 淯阳县，县东北有南筮聚。
6. 博山县，侯国。哀帝置。故顺阳。
7. 涅阳县，莽曰前亭。
8. 阴县，故城址在今老河口市傅家寨附近。
9. 堵阳县，莽曰阳城。故城址在今方城县老城区。
10. 雉县，境内的衡山，是沣水的发源地。治在今南召县云阳镇。
11. 山都县，治今邓州市构林镇古村。
12. 蔡阳县，莽之母功显君邑。治今枣阳市西南。
13. 新野县
14. 筑阳县，故穀伯国。莽曰宜禾。
15. 棘阳县，
16. 武当县，
17. 舞阴县，故治在今泌阳县羊册镇西南。
18. 西鄂县，
19. 穰县，莽曰农穰。
20. 郦县，淯水出西北，南入汉。
21. 安众县，侯国。故宛西乡。
22. 冠军县，武帝置。故穰卢阳乡、宛临駣聚。
23. 比阳县，治今泌阳县城东。
24. 平氏县，桐柏大复山在县东南，淮水所出。莽曰平善。
25. 随县，故随国。
26. 厉乡，故厉国也。
27. 叶县，楚叶公邑。有长城，号曰方城。
28. 邓，故邓国。都尉治。
29. 朝阳县，莽曰厉信。
30. 鲁阳县，有鲁山。古鲁县，御龙氏所迁。鲁山，滍水所出，东北至定陵入汝。又有昆水，东南至定陵入汝。
31. 舂陵县，侯国。故蔡阳白水乡。
32. 上唐乡，故唐国。
33. 新都，侯国。莽曰新林。
34. 湖阳，故廖国也。
35. 红阳，侯国。莽曰红俞。红阳故城位于叶县旧县乡倒马沟村一带。
36. 乐成，侯国。
37. 博望，侯国。莽曰宜乐。
38. 复阳，侯国。故湖阳乐乡。

太守
- 义纵
- 沈弘
- 某贤
- 郑弘
- 召信臣
- 王昌
- 陈咸
- 翟义
- 薛明
- 孙宠
- 原某
- 王昌

### 东汉
东汉时，南阳郡仍属荆州部，南阳郡辖县和西汉大体相同，治所在宛县（今河南南阳宛城）。领县：
1. 宛，本申伯国。有南就聚。有瓜里津。有夕阳聚。有东武亭。
2. 冠军
3. 叶，有长山，曰方城。
4. 新野，有东乡，故新都。有黄邮聚。
5. 章陵，故舂陵，世祖更名。有上唐乡。
6. 西鄂
7. 雉
8. 鲁阳，有鲁山。有牛兰累亭。
9. 犨
10. 堵阳
11. 博望
12. 舞阴
13. 比阳
14. 复阳，侯国。有杏聚。
15. 平氏，桐柏大复山，淮水出。有宜秋聚。
16. 棘阳，有蓝乡。有黄淳聚。
17. 湖阳，邑。
18. 随，西有断蛇丘。
19. 育阳，邑。有小长安，有东阳聚。
20. 涅阳，
21. 阴，
22. 酂，
23. 邓，
24. 山都，侯国。
25. 郦，侯国
26. 穰，
27. 朝阳，
28. 蔡阳，侯国。
29. 安众，侯国。
30. 筑阳，侯国。有涉都乡。
31. 武当，有和成聚。
32. 顺阳，侯国，故博山。有须聚。
33. 成都，
34. 襄乡，
35. 南乡，
36. 丹水，故属弘农。有章密乡。有三户亭。
37. 析，故属弘农，故楚白羽邑。有武关，在县西，有丰乡城。

太守
- 王常
- 刘顺
- 刘驎
- 杜诗
- 虞延
- 阮况
- 苏纯
- 药崧
- 鲍得
- 骆珍
- 桓虞
- 郭晊
- 满殷
- 高丹
- 韩稜
- 第五颉
- 袁彭
- 梁让
- 赵戒
- 第五访

- 郭某
- 高赐
- 韩昭，永嘉元年（145年）十一月己丑，韓昭強賦一億五千萬，檻車徵下獄，坐贓下獄而死。
- 曹麻
- 韩季朝
- 张彪
- 张某
- 成瑨
- 王畅
- 刘宽
- 陈球
- 盖升
- 张忠
- 唐某
- 刘焉
- 杨彪
- 褚貢
- 秦颉
- 羊续
- 灌恂
- 公孙度
- 张咨
- 袁术
- 杨俊
- 東里袞
- 田豫

## 三国两晋南北朝
东汉末年，南阳太守张咨被长沙太守孙坚所杀。袁术继为南阳太守，后在匡亭之战兵败后出逃。荆州牧刘表置张绣于宛城。后来张绣投降曹操。
三国时，南阳为曹魏所有，隶属荆州。晋，南阳曾为南阳国，辖十四县，都宛。东晋，南北朝仍为南阳郡。
南梁，天监十年（511年）析武陵郡侨置南阳郡，以安置南阳郡南下的流民。治建昌县（今湖南省辰溪县西北），属卢州。隋开皇九年（589年），废南阳郡置寿州。

## 隋唐
隋朝开皇三年（公元583年）废南阳郡为邓州，大业三年（607年）复置南阳郡，领县八，范围大大缩小。
唐代，唐初复废南阳郡为邓州。天宝（公元742年）到至德二年（757年）置以邓州为中心的南阳郡，郡治邓州穰城（今河南省邓州市）。下辖穰县、新野县、南阳县、临湍县（今河南省内乡县大桥子乡衮子岗古城）、向城县、内乡县、菊潭县（今河南省西峡县丹水镇石盆冈古城）。乾元元年（758年）又改南阳郡称邓州，此后不再设置。
唐朝南阳郡太守
- 寇洋（天宝初年）
- 元彦冲（753年）
- 鲁炅（756年—757年）
- 来瑱（756年，未任）[4]

## 诸葛亮躬耕地之争
诸葛亮在《出师表》中写过：“臣本布衣，躬耕于南阳”。现河南省南阳市卧龙区仍有一高岗名为“卧龙岗”。